# Nino Assirelli
Giovannino Assirelli, detto Nino (San Varano di Forlì, 23 luglio 1925 – Forlì, 30 giugno 2018), è stato un ciclista su strada italiano, professionista dal 1952 al 1962.

## Carriera
Fratello maggiore di Alberto Assirelli (1936-2017), anch'egli divenuto poi professionista, ottenne buoni risultati tra i dilettanti, vincendo la Coppa Valle del Metauro nel 1948. Passato professionista nel 1952, fu gregario agli ordini di Pasquale Fornara e dell'altro forlivese Ercole Baldini, vestendo le maglie di Arbos, Legnano e Ignis.
Nel 1953, al secondo anno da professionista, si piazzò secondo al Trofeo Morgagni-Ridolfi a Forlì. Al successivo Giro d'Italia colse il primo successo da prof: nella quindicesima tappa Torino-San Pellegrino andò infatti in fuga dopo 7 km giungendo infine da solo sul traguardo, vincitore dopo 223 km di avanscoperta. L'anno dopo al Giro d'Italia si classificò invece terzo assoluto, dietro agli svizzeri Carlo Clerici e Hugo Koblet, grazie alla famosa "fuga bidone" della sesta tappa, con arrivo all'Aquila, nella quale arrivò al traguardo insieme a Clerici con più di mezz'ora di vantaggio sul gruppo dei migliori.
Nelle stagioni seguenti non ripeté più l'exploit del 1954. Nel 1955 vinse comunque il Giro di Puglia e Lucania in tre tappe, mentre nel 1960 fece sua la sesta frazione della Vuelta a España a Madrid in maglia Ferrys. Concluse la carriera agonistica nel 1962.

## Palmarès
- 1948 (Dilettanti)

Coppa Valle del Metauro
- 1953 (Arbos, una vittoria)

14ª tappa Giro d'Italia (Torino > San Pellegrino)
- 1955 (Arbos, una vittoria)

Classifica generale Giro di Puglia e Lucania
- 1960 (Ferrys, una vittoria)

6ª tappa Vuelta a España (Zamora > Madrid)

## Piazzamenti

### Grandi Giri
- Giro d'Italia

1953: ritirato
1954: 3º
1955: 55º
1956: 31º
1958: 69º
1961: 42º
- Vuelta a España

1957: 51º
1960: ritirato

### Classiche monumento
- Milano-Sanremo

1955: 64º
1956: 35º
1957: 137º
1959: 95º
1960: 113º
- Giro di Lombardia

1952: 58º
1954: 75º
1955: 67º
1956: 52º
1958: 93º
1959: 21º